# 亚毫米波天文卫星

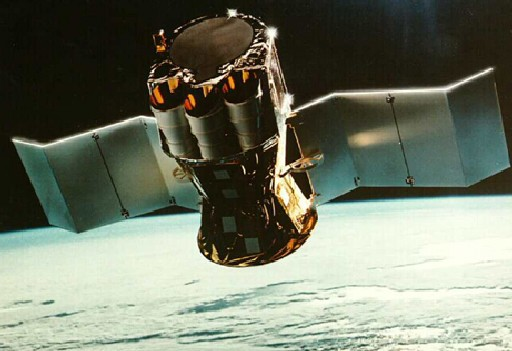
亚毫米波天文卫星(SWAS)

亚毫米波天文卫星（Submillimeter Wave Astronomy Satellite，缩写为SWAS）是1998年12月5日发射的一颗天文卫星，是美国国家航空航天局的小探测工程的一部分。史密松天体物理台和高达太空飞行中心的研究人员分别设计了其望远镜和探测器。
该卫星检测太空中水分子、氧气分子、碳原子发出的波长为487–556 GHz的亞毫米波段輻射。 
亚毫米波天文卫星设计观测到2004年7月21日。2005年6月，为了观测深度撞击号探测器撞击坦普尔1号彗星的效应，在经过一年的待机之后，卫星被重新激活3个月。